# Цай Ден Хак
Цай Ден Хак (кор. 채덴학, 14 апреля 1913 года, село Чагоу-Панчен, Приморская область, Российская империя — 5 мая 1984 года, село Третий интернационал, Кзыл-Ординская область, Казахская ССР, СССР) — советский организатор сельскохозяйственного производства, председатель колхоза «III Интернационал» Кармакчинского района Кзыл-Ординской области, Казахская ССР. Герой Социалистического Труда (1966).

## Биография
Родился 14 апреля 1913 года в крестьянской семье в селе Чагоу-Панчен Приморской области (в советское время — Ворошиловский район, сегодня — Уссурийский район). Трудовую деятельность начал в 1930 году бригадиром в Супундинском отделении рисоводческого совхоза Ворошиловского района Дальневосточного края.
С 1934 по 1936 год учился в краевой советско-партийной школе, после окончания которой стал заведующим избы-читальни в колхозе «Кедровая звезда» Ворошиловского района Дальневосточного края.
В 1937 году избран председателем колхоза «Кедровая звезда».
В 1937 году, на основании Постановления СНК СССР и ЦК ВКП(б) от 21.08.1937 № 1428-326сс, Цай Ден Хак, колхоз «Кедровая звезда» вместе с другими корейцами были депортированы с Дальнего Востока в Казахстан в Кзыл-Ординскую область Кармакшинский район.
В 1938 году колхоз «Кедровая звезда» был переименован в колхоз «Третий интернационал». С 1938 г. по 1984 г. Цай Ден Хак являлся бессменным председателем колхоза «III Интернационал» Кармакшинского района Кзыл-Ординской области. В 1950 году произошло слияние трёх колхозов — «Утренняя заря», «Червонная земля» и «III Интернационал» под общим названием «III Интернационал». Председателем этого колхоза был вновь избран Цай Ден Хак.
30 июня 1938 года был арестован Кармакшинским районным отделом НКВД. 20 июля 1938 года освобождён Управлением НКВД Кзыл-Ординской области с прекращением уголовного преследования и восстановлен в должности.
Под руководством Цай Ден Хака колхоз вырос в крупное высокорентабельное хозяйство с развитым полеводством, животноводством и социальной инфраструктурой.
Указом Президиума Верховного Совета СССР от 23 июня 1966 года «за увеличение производства и заготовок зерна, кормовых культур и высокопроизводительное использование сельскохозяйственной техники» удостоен звания Героя Социалистического Труда с вручением ордена Ленина и золотой медали «Серп и Молот».
Избирался депутатом Верховного Совета Казахской ССР 4-го (1955 — 1958) и 5-го созывов.
Скоропостижно скончался 5 мая 1984 года. По просьбе колхозников похоронен на Центральной площади колхоза «III Интернационала».

## Награды и звания
- Герой Социалистического Труда (1966)
- два ордена Ленина
- орден Октябрьской Революции
- два ордена Трудового Красного Знамени
- орден Дружбы народов
- медали СССР
- награждён Почётными грамотами Верховного Совета Казахской ССР

## Память
- Имя Цай Ден Хака носят одна из улиц города Кызылорды и улица в посёлке III Интернационал Кармакшинского района Кызылординской области Казахстана.
- В Кызылординской области есть дом музей посвящённый его памяти.